# 우마미정
우마미정(馬見町)은 나라현의 북서부, 기타카쓰라기군에 속해있던 정이다. 현재의 고료정의 서부, 마미가오카 뉴타운 주변에 해당한다. 주변 2개 촌과 합병하면서 '정'으로서 존재한 기간은 2년도 채 되지 않았다.

## 역사
- 1889년 4월 1일 - 정촌제 시행에 의해 가스게군 우마미촌이 성립하였다.
- 1897년 4월 1일 - 군제 시행에 의해 기타카쓰라기군으로 변경되었다.
- 1953년 5월 1일 - 정으로 승격해 우마미정이 되었다.
- 1955년 4월 15일 - 구다라촌, 세나미촌과 합병해, 고료정이 성립하여, 동일 우마미정은 폐지되었다.

## 교통

### 철도
정내에 철도노선은 설치되지 않았다.

### 도로
정내를 통과하는 국도는 없음
- 주요 지방도 히라카타 야마토타카타선